# Eric Frank Wieschaus
Eric Frank Wieschaus (South Bend (Indiana), EUA, 1947) és un biòleg molecular, genetista i professor universitari nord-americà guardonat amb el Premi Nobel de Medicina o Fisiologia l'any 1995.

## Biografia
Va néixer el 8 de juny de 1947 a la ciutat de South Bend, població situada a l'estat nord-americà d'Indiana, en una família d'orígens suïssos. Va estudiar biologia a la Universitat de Notre Dame, on es graduà, i a la Universitat Yale, on es doctorà. El 1978 fou designat membre del Laboratori Europeu de Biologia molecular de Heidelberg, on conegué Christiane Nüsslein-Volhard, i el 1981 fou nomenat professor a la Universitat de Princeton.

## Recerca científica
Al costat de Christiane Nüsslein-Volhard i en col·laboració d'Edward Bok Lewis va realitzar diversos sestudis sobre els mecanismes que controlen el desenvolupament de l'embrió humà. Gràcies a l'estudi de la Drosophila melanogaster o mosca del vinagre van observar com una sèrie de gens que determinen l'evolució dels diferents segments de l'animal i decideixen la seva conversió en organismes especialitzats, aplicant-se perfectament en la gènesi humana. Al costat de Nüsslein-Volhard aconseguí identificar els 40.000 cromosomes d'aquesta mosca mitjançant el microscopi òptic, i van concloure que dels 20.000 gens de la Drosophila melanogaster 5.000 són importants i 140 essencials.
L'any 1995 fou guardonat amb el Premi Nobel de Medicina o Fisiologia pels seus estudis sobre els mecanismes genètics que controlen el desenvolupament de l'embrió humà mitjançant l'estudi de la mosca de la fruita o Drosophila melanogaster, premi compartit amb Christiane Nüsslein-Volhard i Edward Bok Lewis.